# Pseudoconnarus subtriplinervis
Pseudoconnarus subtriplinervis é uma espécie trepadeira de planta com flor pertencente à família Connaraceae.
A autoridade científica da espécie é Gustav August Ludwig David Schellenberg, tendo sido publicada em Botanische Jahrbücher für Systematik, Pflanzengeschichte und Pflanzengeographie 56(1): 29. 1920.

## Brasil
Esta espécie terrícola é nativa e não endémica do Brasil, podendo ser encontrada na Região Norte do Brasil. Em termos fitogeográficos pode ser encontrada no domínio da Amazônia.
Não ocorrem táxons infra-específicos no Brasil.